# Криуши (Ленинградская область)
Кри́уши — посёлок при станции в Пустомержском сельском поселении Кингисеппского района Ленинградской области.

## История
Остановочный пункт Криуши был открыт в 1964 году.
По данным 1966 года посёлок Криуши в составе Кингисеппского района не значился.
По данным 1973 и 1990 годов посёлок при станции Криуши входил в состав Пустомержского сельсовета.
В 1997 году в посёлке Криуши проживали 5 человек, в 2002 году — 2 человека (русские — 50 %, белорусы — 50 %), в 2007 году — 1.

## География
Посёлок расположен в юго-восточной части района у платформы Криуши на участке железной дороги Веймарн — Сланцы.
Расстояние до административного центра поселения — 20 км.

## Демография
| 1997 | 2007 | 2010 | 2017 |
| ---- | ---- | ---- | ---- |
| 5    | ↘1   | →1   | ↘0   |

Согласно данным Всероссийской переписи населения 2021 года в посёлке постоянного населения не было.